# Fenòls
Fenòls (en francès Fénols) és un municipi francès situat al departament del Tarn i a la regió d'Occitània.

## Demografia
| 1962                                       | 1968 | 1975 | 1982 | 1990 | 1999 | 2006 |
| ------------------------------------------ | ---- | ---- | ---- | ---- | ---- | ---- |
| 173                                        | 180  | 151  | 148  | 172  | 210  | 235  |
| Des de 1962: població sense dobles comptes |      |      |      |      |      |      |

## Administració
| Període   | Identitat       | Partit |
| --------- | --------------- | ------ |
| 1965-1971 | René Gasc       |        |
| 1971-1977 | Hervé Bardy     |        |
| 1977-2008 | Jean Gasc       | PS     |
| 2008-     | Jean-Marc Molle | PS     |